# 立待岬…愛しき人へ
『立待岬…愛しき人へ』（たちまちみさき いとしきひとへ）は、1982年11月21日に発売された森昌子のアルバム。

## 収録曲
Side A
1. 立待岬
2. 赤いすずらん
3. 美濃赤坂線
4. 日暮れ雨
5. 思い川

Side B
1. 思い出めぐり
2. とうきょう暮らし
3. 季節 （とき）に抱かれて
4. 東京ランデブー
5. 夢帰り